# Cladium
Cladium P.Browne è un genere di piante della famiglia Cyperaceae. È l'unico genere della tribù Cladieae.

## Tassonomia
Il genere comprende le seguenti specie:
- Cladium costatum Steyerm.
- Cladium mariscoides (Muhl.) Torr.
- Cladium mariscus (L.) Pohl